# Gregg & Duane Allman (album)
Gregg & Duane Allman è un album raccolta di Gregg Allman e Duane Allman, pubblicato dalla Springboard Records nel 1973. I brani del disco furono registrati nel 1967 e nel 1968 periodo in cui i fratelli Allman facevano parte di un gruppo musicale chiamato Hour Glass.

## Tracce
Brani composti da Gregory (Gregg) Allman, tranne dove indicato
Lato A
1. No Easy Way Down – 3:18 (Gerry Goffin, Carole King) – Registrato nel 1967
2. Got to Get Away – 2:11 – Registrato nel 1967
3. Silenty – 2:42 (Del Shannon, Dan Bourgeoise) – Registrato nel 1967
4. Changing of the Guard – 2:32 – Registrato nel 1968
5. To Things Before – 2:29 – Registrato nel 1968

Lato B
1. I'm Not Afraid – 2:41 – Registrato nel 1968
2. I Can Stand Alone – 2:14 – Registrato nel 1968
3. I Still Want Your Love – 2:20 – Registrato nel 1968
4. Now Is the Time – 4:00 – Registrato nel 1968

## Musicisti
- Gregg Allman - voce solista, tastiere, pianoforte, organo, chitarra
- Duane Allman - chitarra solista, sitar
- Paul Hornsby - pianoforte, organo, chitarra, voce
- Jesse Williard Carr - basso, voce
- Johnny Sandlin - batteria, gong, chitarra[1][2]